# Islands in the Trent Waters Indian Reserve 36A
Islands in the Trent Waters Indian Reserve 36A är ett reservat i Kanada.   Det ligger i provinsen Ontario, i den sydöstra delen av landet, 230 km väster om huvudstaden Ottawa.
Runt Islands in the Trent Waters Indian Reserve 36A är det ganska glesbefolkat, med 47 invånare per kvadratkilometer.